# La Côte-d'Arbroz
La Côte-d'Arbroz [la kot daʁbʁo] est une commune française située dans le département de la Haute-Savoie, en région Auvergne-Rhône-Alpes.

## Géographie
La Côte-d'Arbroz est un village situé entre le village des Gets et Morzine, à 5 km. Son nom signifie « Pente boisée ».

## Urbanisme

### Typologie
Au 1er janvier 2024, La Côte-d'Arbroz est catégorisée commune rurale à habitat dispersé, selon la nouvelle grille communale de densité à sept niveaux définie par l'Insee en 2022.
Elle appartient à l'unité urbaine de Morzine, une agglomération intra-départementale regroupant quatre  communes, dont elle est une commune de la banlieue,,. Par ailleurs la commune fait partie de l'aire d'attraction de Morzine, dont elle est une commune de la couronne,. Cette aire, qui regroupe 8 communes, est catégorisée dans les aires de moins de 50 000 habitants,.

### Occupation des sols
L'occupation des sols de la commune, telle qu'elle ressort de la base de données européenne d’occupation biophysique des sols Corine Land Cover (CLC), est marquée par l'importance des forêts et milieux semi-naturels (92,5 % en 2018), une proportion identique à celle de 1990 (92,5 %). La répartition détaillée en 2018 est la suivante : 
milieux à végétation arbustive et/ou herbacée (53,4 %), forêts (30,6 %), espaces ouverts, sans ou avec peu de végétation (8,5 %), prairies (5,6 %), zones urbanisées (1,9 %), zones agricoles hétérogènes (0,1 %).
L'IGN met par ailleurs à disposition un outil en ligne permettant de comparer l’évolution dans le temps de l’occupation des sols de la commune (ou de territoires à des échelles différentes). Plusieurs époques sont accessibles sous forme de cartes ou photos aériennes : la carte de Cassini (XVIIIe siècle), la carte d'état-major (1820-1866) et la période actuelle (1950 à aujourd'hui).

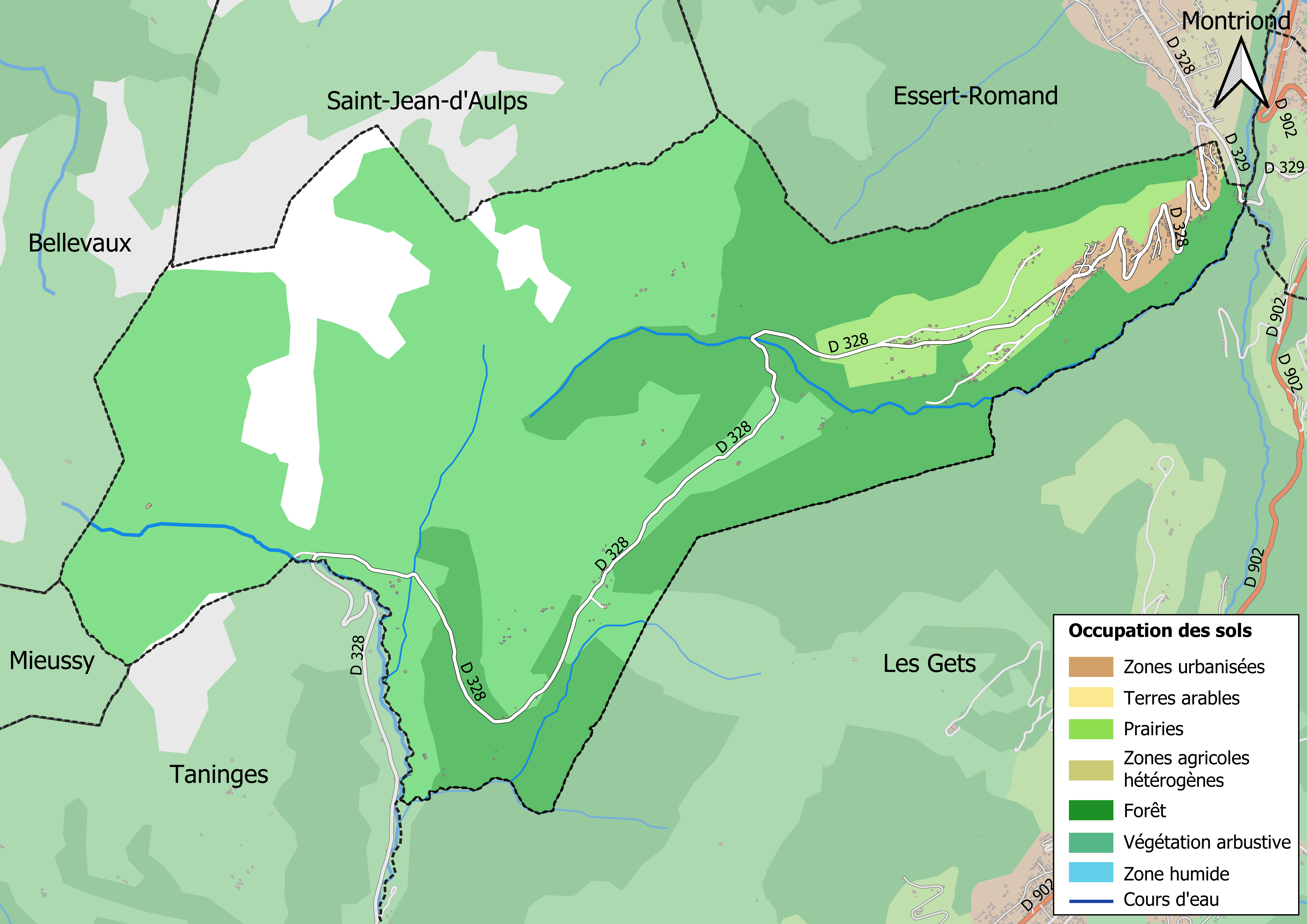
Carte des infrastructures et de l'occupation des sols en 2018 (CLC) de la commune.
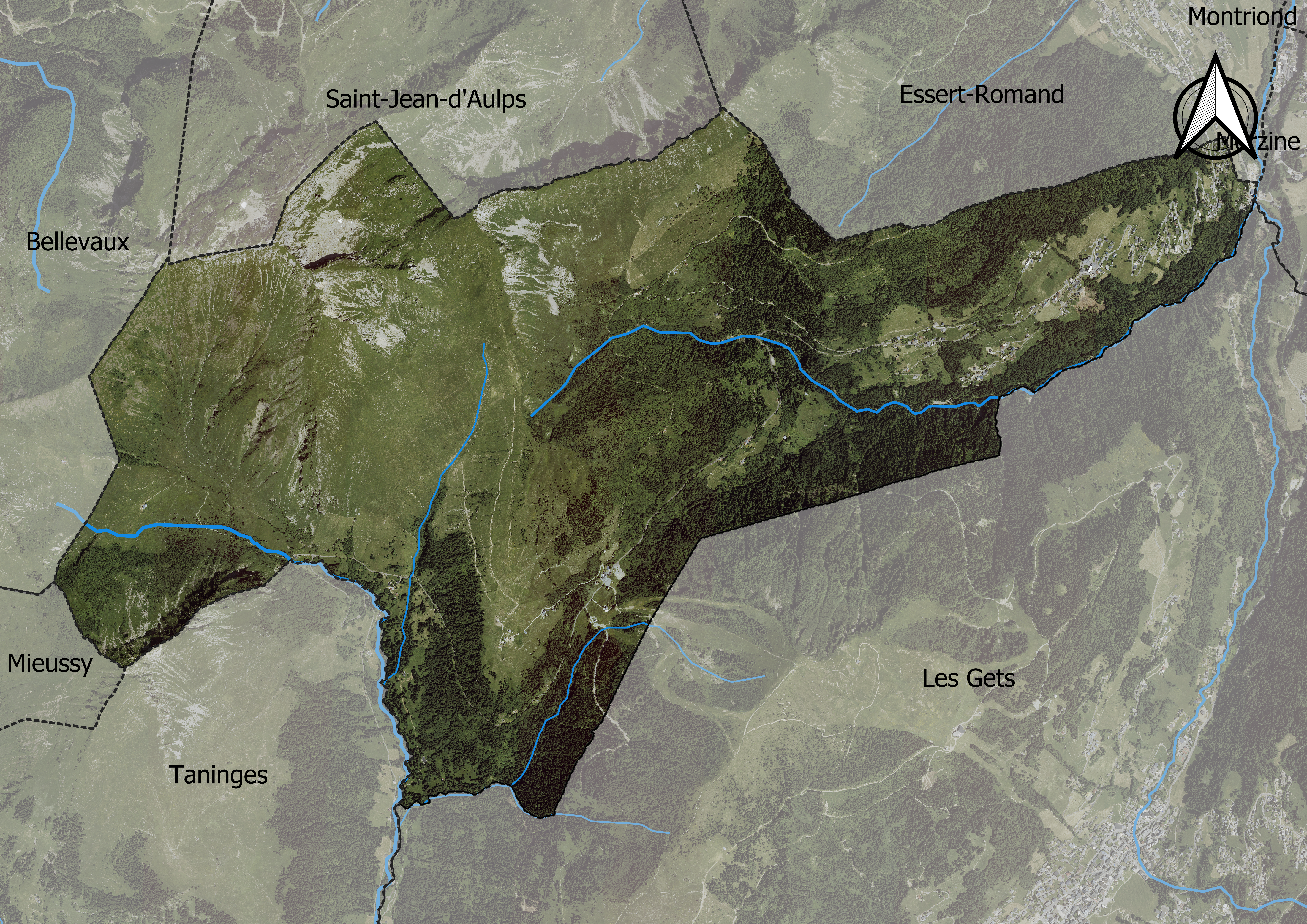
Carte orthophotogrammétrique de la commune.

## Toponymie
En francoprovençal, le nom de la commune s'écrit La Kouta-d’Abro (graphie de Conflans) ou La Couta (ORB).

## Histoire
Le village dit Arberos ou Arberes, qui dépend alors des Gets, est cité dans le compte de la châtellenie d'Allinges-Thonon de 1335-1336 lorsqu'il se met sous la protection du comte de Savoie Aymon V.

## Politique et administration

### Situation administrative
La commune de La Côte-d'Arbroz appartient au canton d'Évian-les-Bains, dans l'arrondissement de Thonon-les-Bains, qui compte selon le redécoupage cantonal de 2014 33 communes. Avant ce redécoupage, elle appartenait au canton de Taninges.
Par arrêté préfectoral du 2 juin 2023, la commune est retirée de l'arrondissement de Bonneville et rattachée à l'arrondissement de Thonon-les-Bains.

### Liste des maires

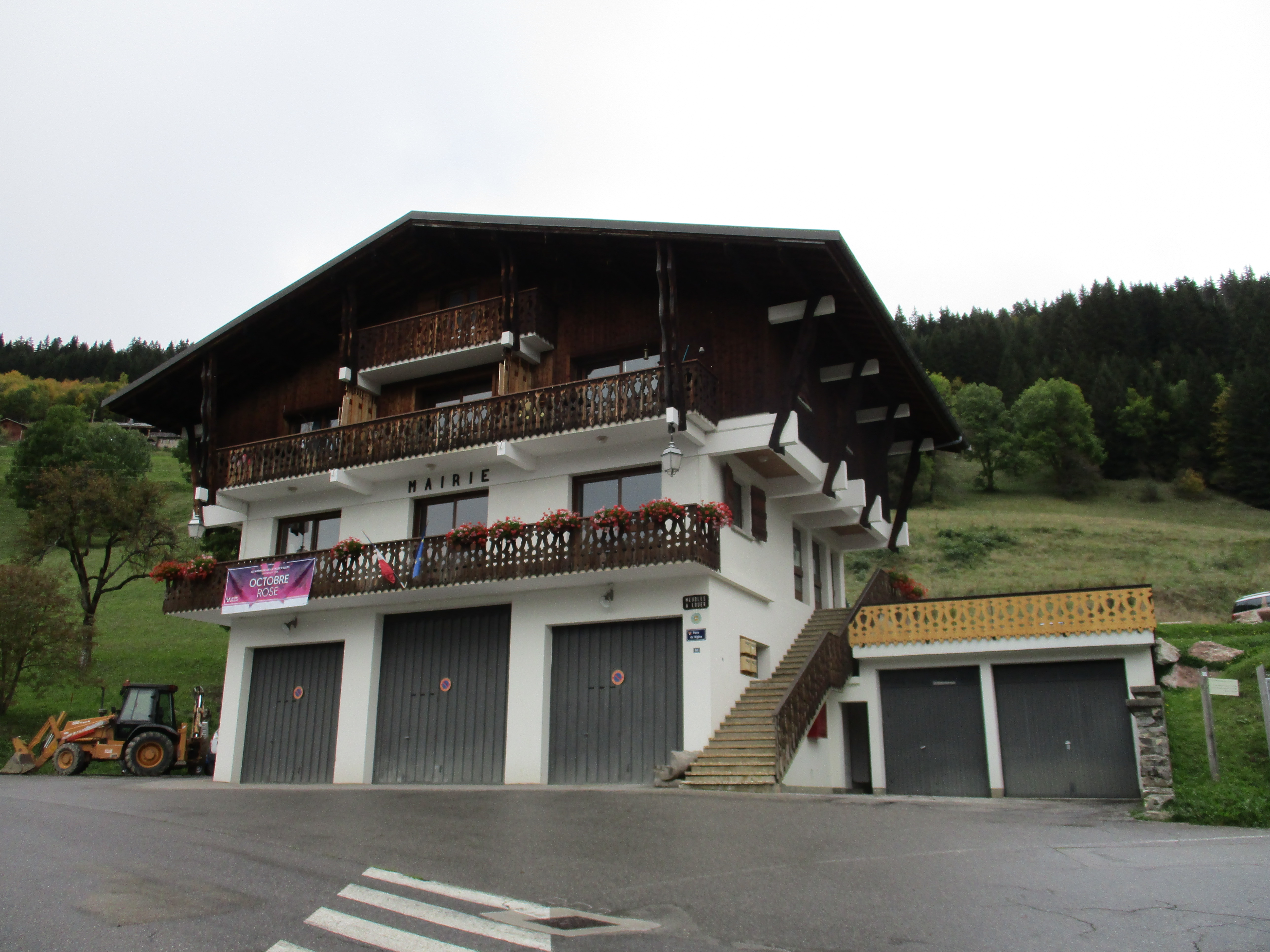
La mairie de La Cote-d'Arbroz.

| Période                                  | Période  | Identité       | Étiquette | Qualité |
| ---------------------------------------- | -------- | -------------- | --------- | ------- |
| mars 1983                                | En cours | Jean-Paul Baud | ...       | ...     |
| Les données manquantes sont à compléter. |          |                |           |         |

## Démographie
L'évolution du nombre d'habitants est connue à travers les recensements de la population effectués dans la commune depuis 1793. Pour les communes de moins de 10 000 habitants, une enquête de recensement portant sur toute la population est réalisée tous les cinq ans, les populations de référence des années intermédiaires étant quant à elles estimées par interpolation ou extrapolation. Pour la commune, le premier recensement exhaustif entrant dans le cadre du nouveau dispositif a été réalisé en 2004.

En 2022, la commune comptait 355 habitants, en évolution de +8,56 % par rapport à 2016 (Haute-Savoie : +6,01 %, France hors Mayotte : +2,11 %).
| 1793 | 1800 | 1806 | 1822 | 1838 | 1848 | 1858 | 1861 | 1866 |
| ---- | ---- | ---- | ---- | ---- | ---- | ---- | ---- | ---- |
| 498  | 550  | 563  | 499  | 543  | 544  | 511  | 528  | 513  |

| 1872 | 1876 | 1881 | 1886 | 1891 | 1896 | 1901 | 1906 | 1911 |
| ---- | ---- | ---- | ---- | ---- | ---- | ---- | ---- | ---- |
| 545  | 553  | 535  | 509  | 531  | 474  | 502  | 425  | 369  |

| 1921 | 1926 | 1931 | 1936 | 1946 | 1954 | 1962 | 1968 | 1975 |
| ---- | ---- | ---- | ---- | ---- | ---- | ---- | ---- | ---- |
| 357  | 305  | 280  | 266  | 246  | 211  | 192  | 184  | 181  |

| 1982 | 1990 | 1999 | 2004 | 2006 | 2009 | 2014 | 2019 | 2022 |
| ---- | ---- | ---- | ---- | ---- | ---- | ---- | ---- | ---- |
| 153  | 160  | 176  | 223  | 226  | 271  | 321  | 362  | 355  |

## Évènements
- juillet : Soirée Fondue.
- août : Fête du Village.

## Culture locale et patrimoine

### Personnalités liées à la commune
- Jacques Martin (1802-1846), natif du hameau de Combafou, baptisé en l’église des Gets, missionnaire catholique en Savoie auprès du Père Pierre-Marie Mermier, puis pionnier en 1845 de la Congrégation des Missionnaires de Saint-François-de-Sales en terre indienne (comptoir de Yanaon). Enterré dans l’église paroissiale Sainte Anne[14] de Yanaon. Des collèges et dispensaires portent aujourd'hui son nom en Inde (notamment à Srinivaspur proche de Kolar). Il a ouvert la voie au départ en Inde de nombreux religieux et religieuses originaires des Gets et des environs, dont François-Etienne Coppel, évêque de Nagpur (en) (1907-1933)[15],[16]

### Lieux et monuments
- Église Notre-Dame-de-l'Assomption.

### Héraldique
| Armes de la Côte-d'Arbroz | Les armes de La Côte-d'Arbroz se blasonnent ainsi : Écartelé ; au premier et au quatrième palé d'or et de gueules, au deuxième et au troisième tiercé en pairle d'azur, de sable et d'argent ; sur le tout de gueules à la croix d'argent. |